# Milton Schorr
Milton Schorr (Ciudad del Cabo, 1981) es un actor sudafricano de teatro, cine y televisión, así como guionista y novelista.

## Biografía
Estudió teatro en la Universidad de Ciudad del Cabo y posteriormente creó obras teatrales por toda Sudáfrica. Como guionista y actor, ha recibido el premio Imbewu Scriptwriting por su obra The Heroin Diaries, y los premios "iDidTht Best of Reel for Direction Craft" y "Vimeo Staff Pick" por el cortometraje sobre su juventud Surrender. Ha aparecido en superproducciones de Hollywood como Resident Evil: The Final Chapter, Outlander, Tomb Raider y Redeeming Love. Es un reputado escritor de viajes y deportes, con créditos en muchas de las principales publicaciones sudafricanas. Su primera novela, Strange Fish, ganó el premio a la mejor novela en los SA Independent Publisher Awards 2021. A Man Of The Road es su segunda novela. Su obra puede verse en pilgrimspressbooks. Schorr interpretó a Don Krieg en la serie de Netflix One Piece (2023).